# Scolopendra subspinipes
Scolopendra subspinipes — вид губоногих багатоніжок з роду сколопендр.

## Поширення
Вид поширений в тропічній Африці, Австралії, на островах Тихого океану, Центральній і Південній Америці, на Карибах. Точно невідомо, де знаходиться батьківщина виду. Наймовірніше, він походить з Південно-Східної Азії, а у решті регіонів поширився разом з людиною.

## Опис
Дуже велика багатоніжка, завдовжки до 20 см. Тіло його зазвичай червоне або червонувато-коричневе з жовтими або жовто-помаранчевими кінцівками. Тіло складається з 22 сегментів, кожен сегмент має одну пару ніг. Пара модифікованих ніжок, відомих як форципули, знаходяться на голові. Форципули є основними інструментами, що використовуються сороконіжкою для вбивства здобичі або для захисту, оскільки вони мають гострі кігті, які з'єднуються з отруйними залозами. Голова покрита плоским щитом і несе пару антен.

## Спосіб життя
Активний хижак. Полює на павуків, скорпіонів і телифонів. Також може нападати на дрібних хребетних: мишей, ящірок та жаб. Жертву захоплює передніми кінцівками та вбиває отруйними щелепами. Отрута багатоніжки небезпечна і для людини. Відомий один смертельний випадок від укусу Scolopendra subspinipes: на Філіппінах багатоніжка вкусила семирічну дівчинку у голову і через 29 годин вона померла.